# Rete tranviaria di Iași
La rete tranviaria di Iași è la rete tranviaria che serve la città rumena di Iași.